# Ketubah

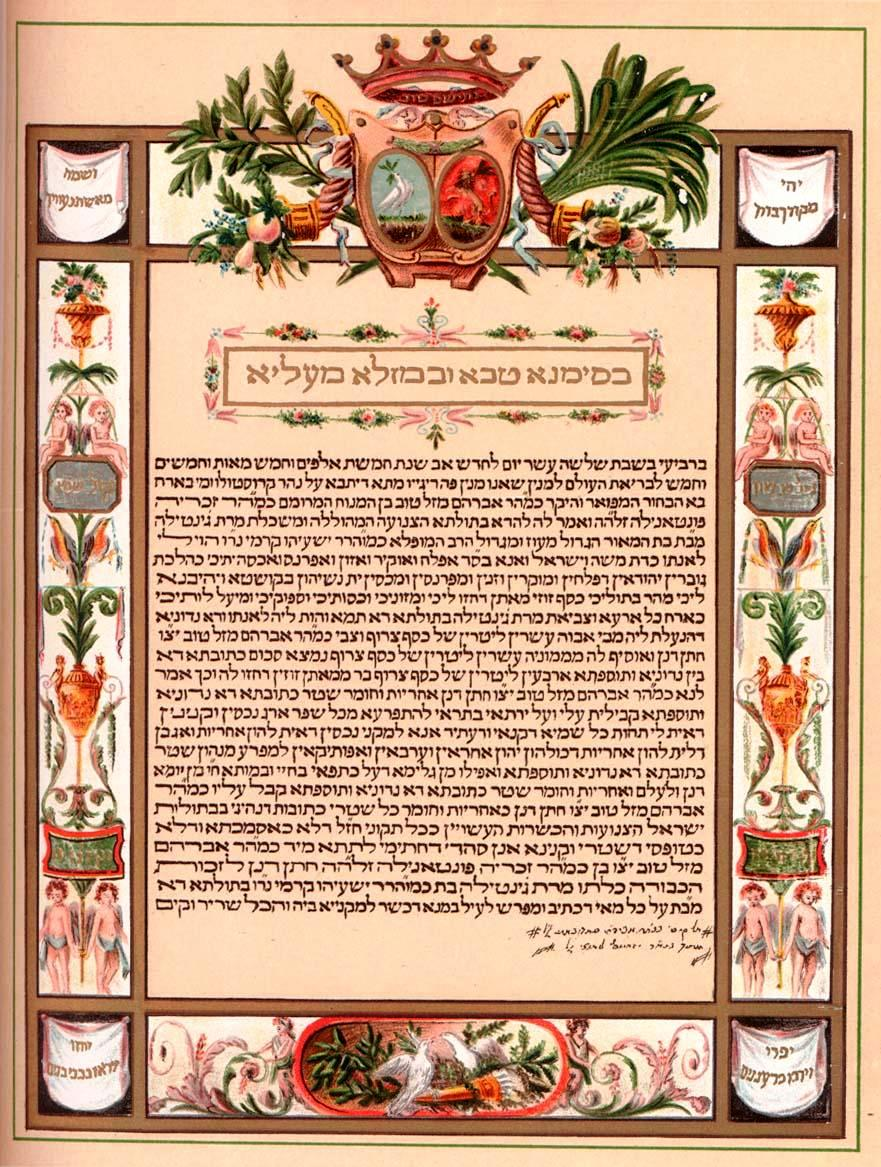
Ketubah miniata

La ketubah (ebraico: כְּתוּבָּה - "documento"; plur. ketubot) è l'accordo nuziale ebraico. È considerato parte integrante del matrimonio ebraico tradizionale e illustra i diritti e le responsabilità dello sposo, in relazione alla sposa. Tuttavia nei tempi moderni non c'è corrispondenza sul valore monetario della ketubah e la sua esecutività anche nei tribunali rabbinici è disputata sia in teoria che in pratica.

## Storia
I rabbini nei tempi antichi insistevano affinché le coppie nuziali attuassero una ketubah quale protezione per la sposa. Sostituiva il ruolo del mohar biblico – il prezzo pagato dallo sposo alla sposa, o ai suoi genitori, per il matrimonio (cioè il "Prezzo della sposa"). La ketubah divenne un meccanismo per cui la somma dovuta alla moglie venne ad esser pagato nel caso della cessazione del matrimonio, sia a causa della morte del marito o per divorzio. C'è da notare che il mohar biblico creò un grosso problema sociale: molti giovani e potenziali mariti non riuscivano a mettere insieme il mohar in tempo per quando dovevano normalmente sposarsi. Quindi, per permettere a questi giovani di sposarsi, i rabbini in effetti ritardavano il periodo di tempo in cui la somma doveva esser pagata, protraendola a quando sarebbero stati in grado di farlo. Il meccanismo adottato era di inserire il mohar come parte della ketubah. Da notare anche che sia l'ammonto del mohar che quello della ketubah servivano allo stesso scopo: la protezione della sposa nel caso che il suo sostentamento venisse a mancare (per morte del coniuge o per divorzio). La sola differenza tra i due sistemi era il tempo di pagamento. Un equivalente secolare moderno potrebbe essere rappresentato dagli "alimenti" in caso di divorzio. Un'altra funzione svolta dalla somma di ketubah era di disincentivare il marito dal contemplare un possibile divorzio: infatti, per poterlo fare, doveva avere la somma disponibile stabilita dalla ketubah e dovuta alla moglie.

## Tradizioni

### Ruolo nella cerimonia nuziale

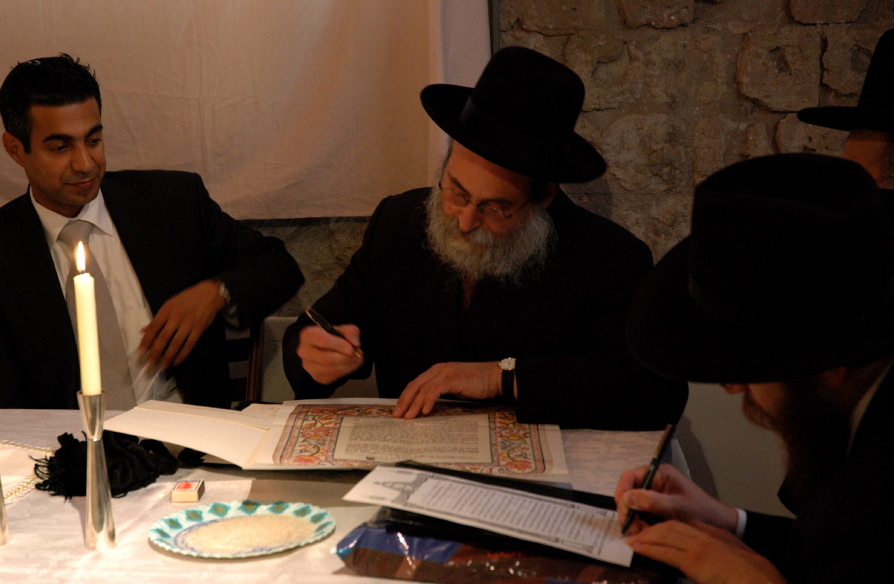
Il rabbino completa i dettagli finali di una ketubah

In un matrimonio ebraico tradizionale, la ketubah è firmata da due testimoni e tradizionalmente viene letta ad alta voce sotto il baldacchino nuziale (chuppah). I famigliari stretti, gli amici e i parenti distanti vengono invitati a fare da testimoni alla ketubah, cosa che è considerata un onore. I testimoni devono essere competenti halakhicanmente e quindi non consanguinei della coppia. Nell'Ebraismo ortodosso, anche le donne non sono considerate testimoni validi. La ketubah viene consegnata in custodia alla madre della sposa.

### Esposizione
Le ketubot vengono spesso appese prominentemente su una parete di casa della coppia sposata, quale memento dei loro voti e reciproche responsabilità coniugali.
Tuttavia in alcune comunità, la ketubah viene messa in una parte molto riservata della propria abitazione, oppure non esposta affatto. Varie ragioni vengono evidenziate per questo abitudine, tra cui il fatto che il documento specifica dettagli personali e privati, o che un'esposizione troppo prominente possa causare gelosia o timori di sventure. Storicamente la ketubah specificava se la sposa fosse vergine. Nelle comunità sefardite, specifica ancora i contributi della famiglia dati alla nuova coppia e le condizioni di un eventuale divorzio; gli aschenaziti hanno adottato l'usanza di specificare somme prestabilite per ogni matrimonio.

### Condicio sine qua non
Secondo la Legge ebraica, gli sposi non possono vivere insieme se la ketubah è stata distrutta, perduta, o in ogni modo non disponibile. In tal caso si deve preparare una seconda ketubah (chiamata Ketubah De'irketa), che attesta come incipit l'avvenuta sostituzione.

## Galleria fotografica di ketubot miniate

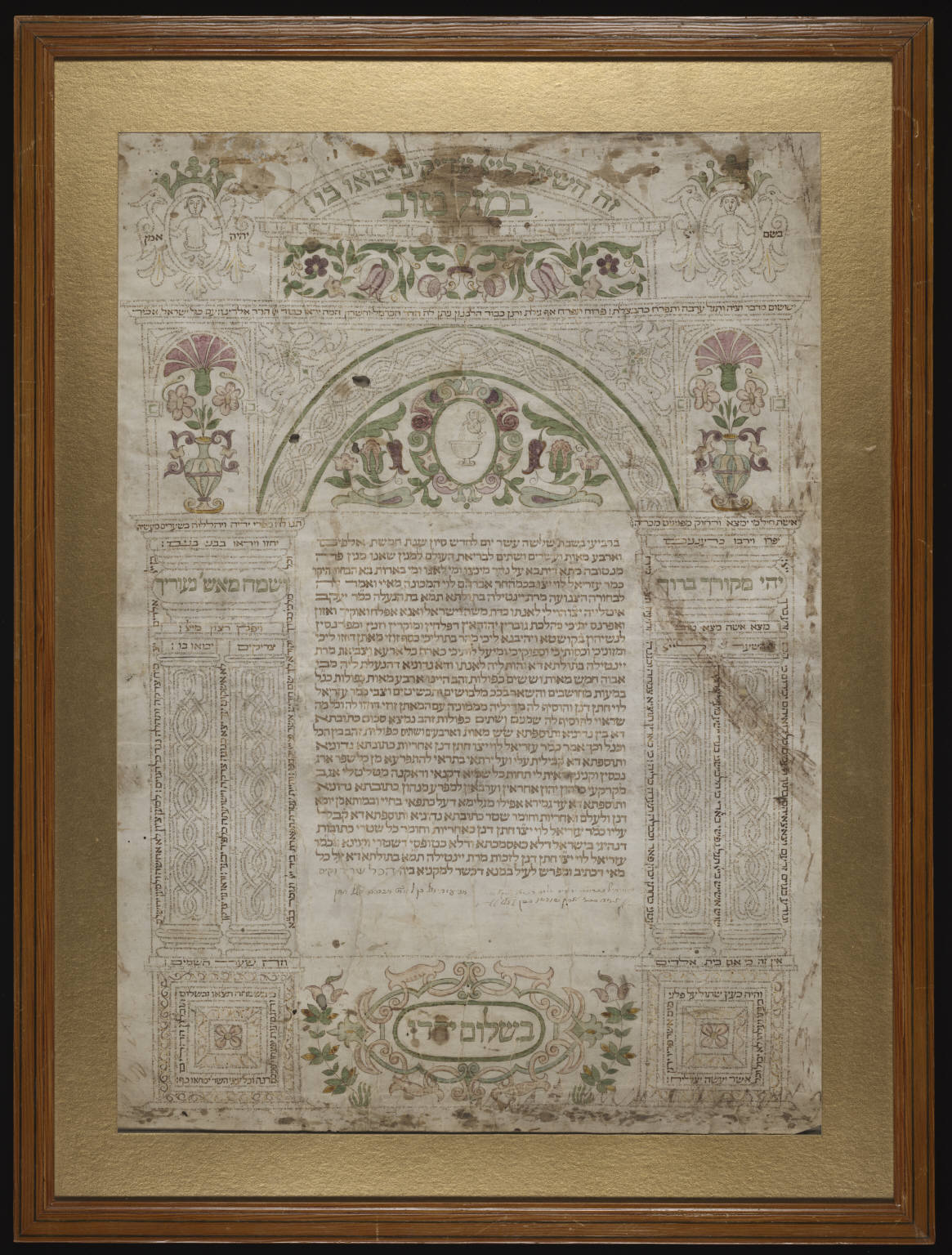
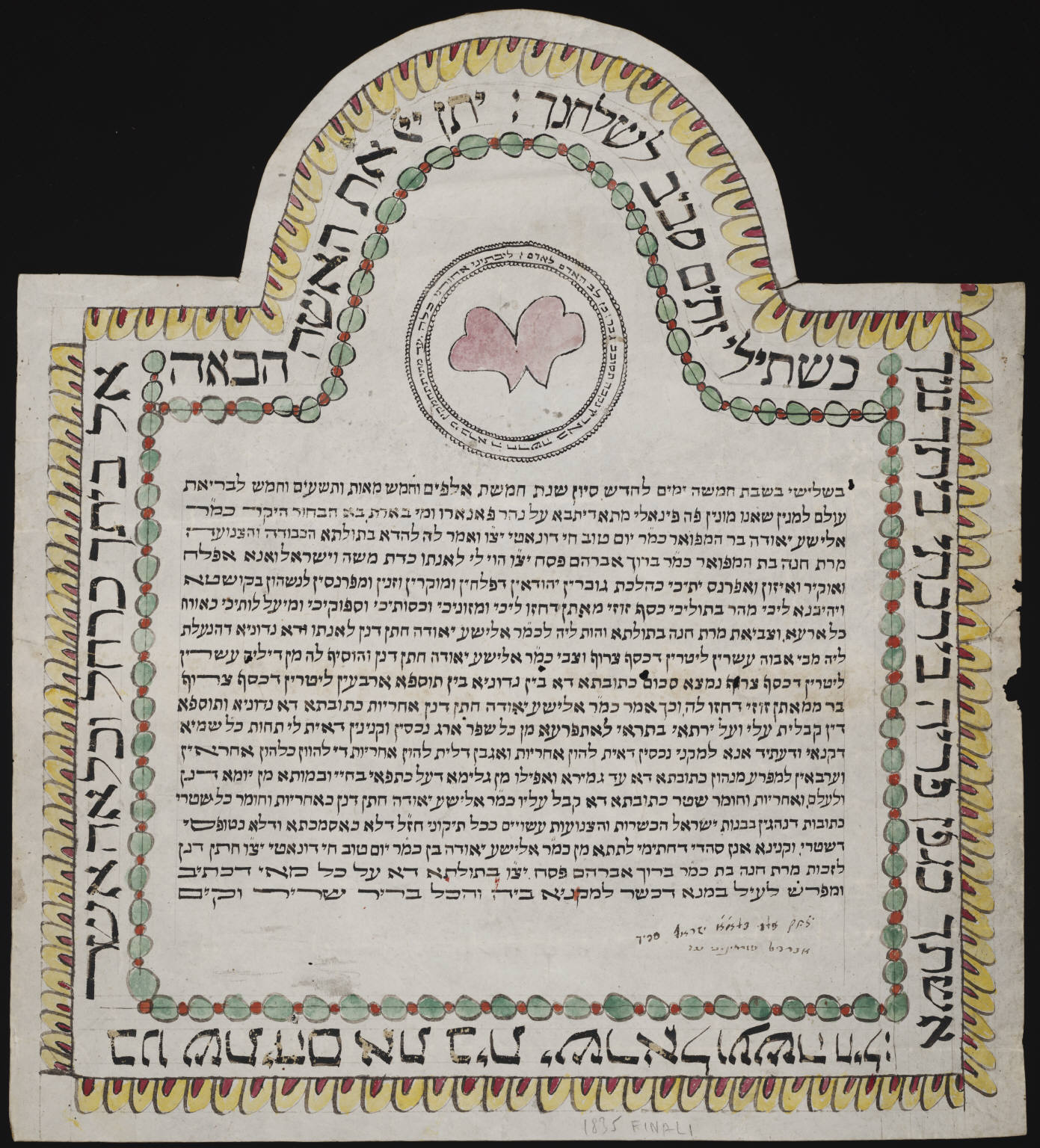
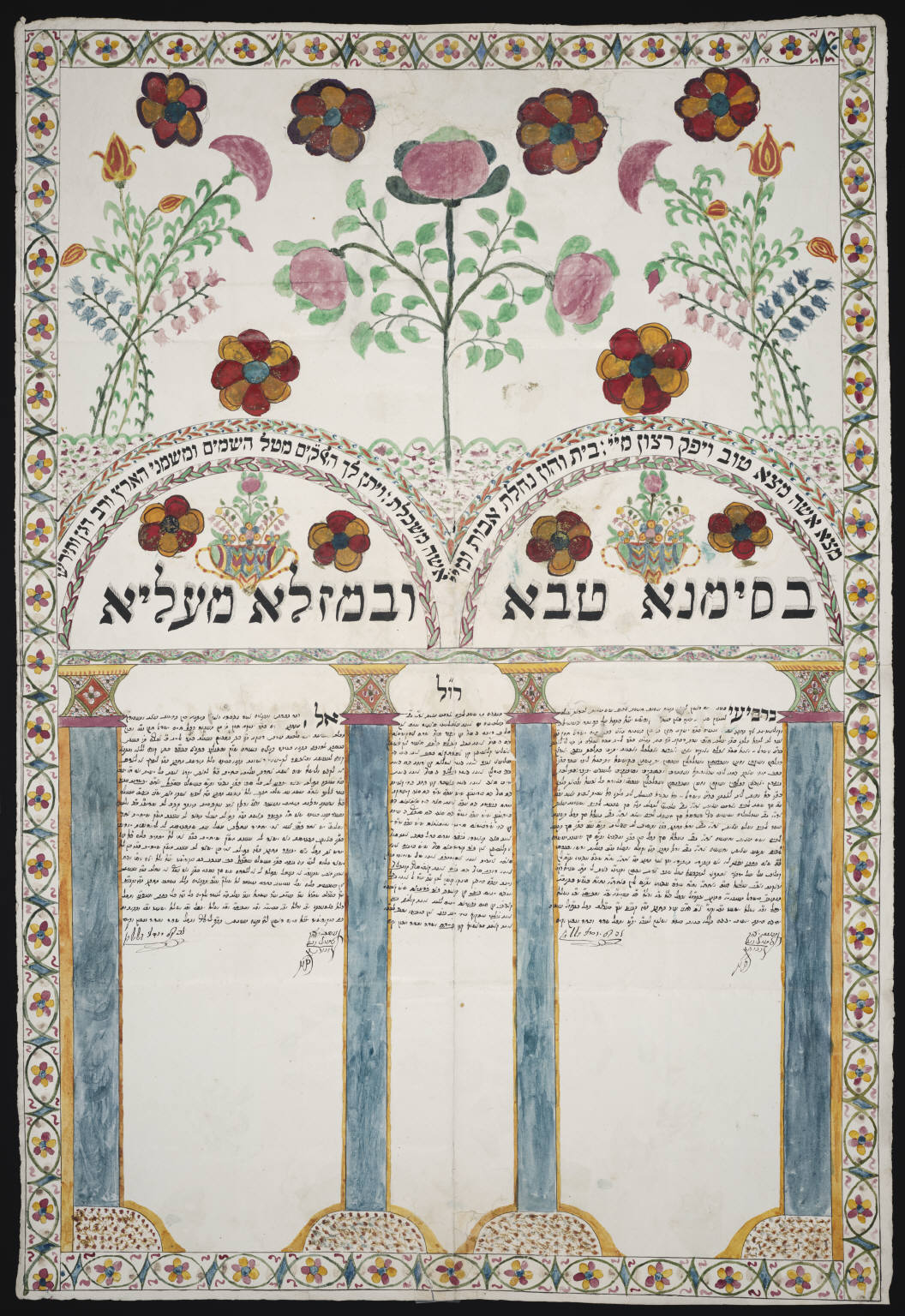
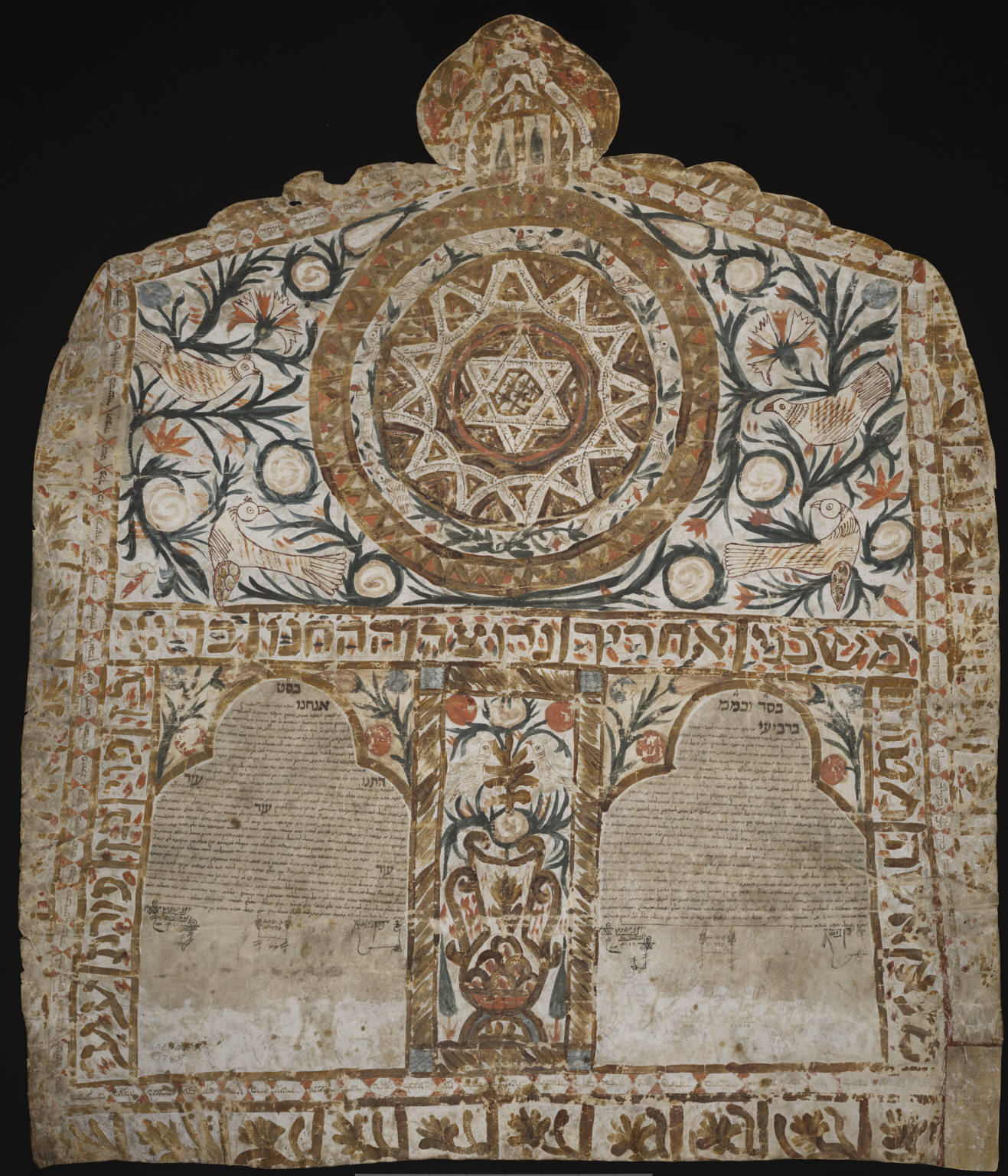
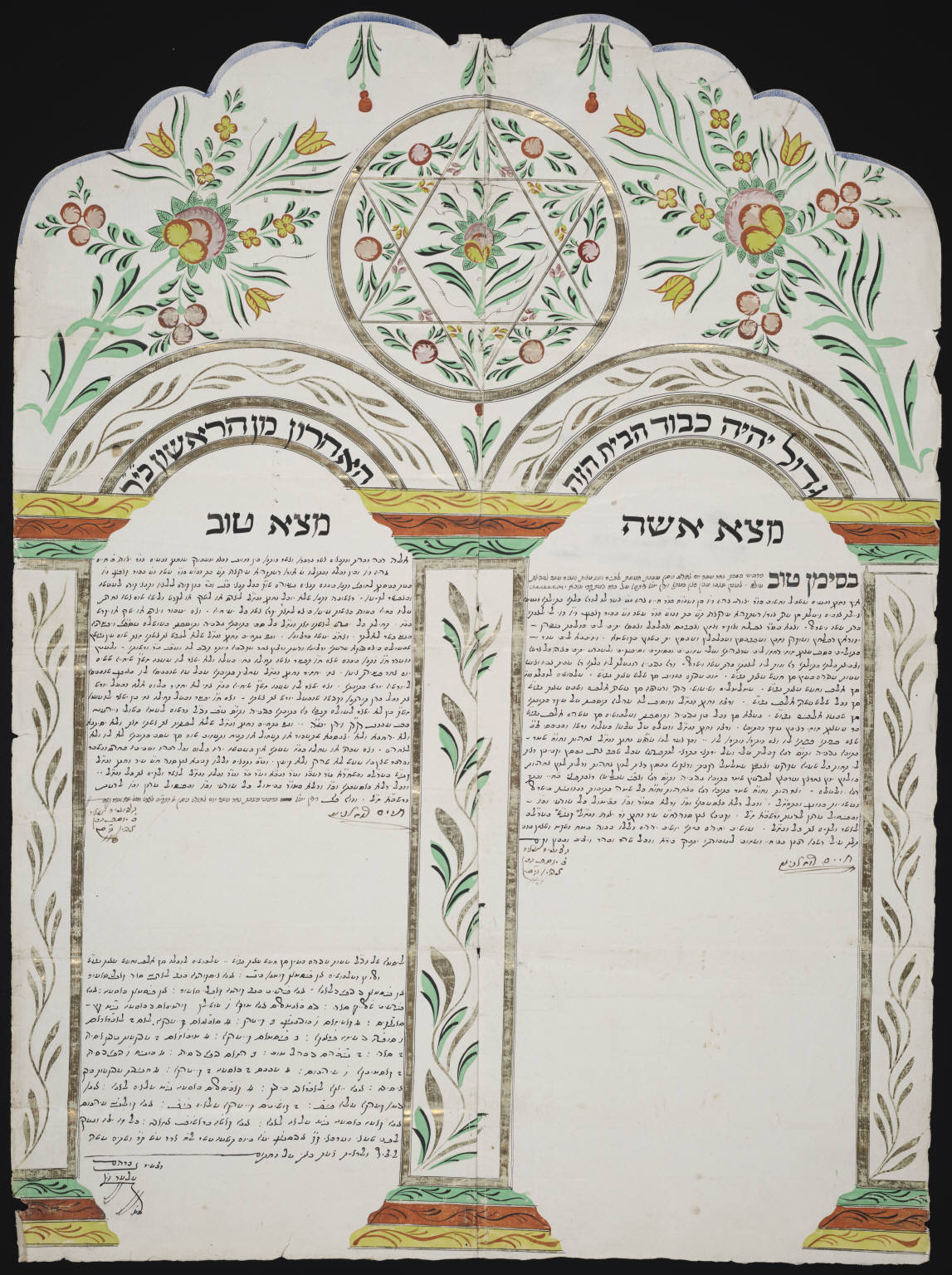
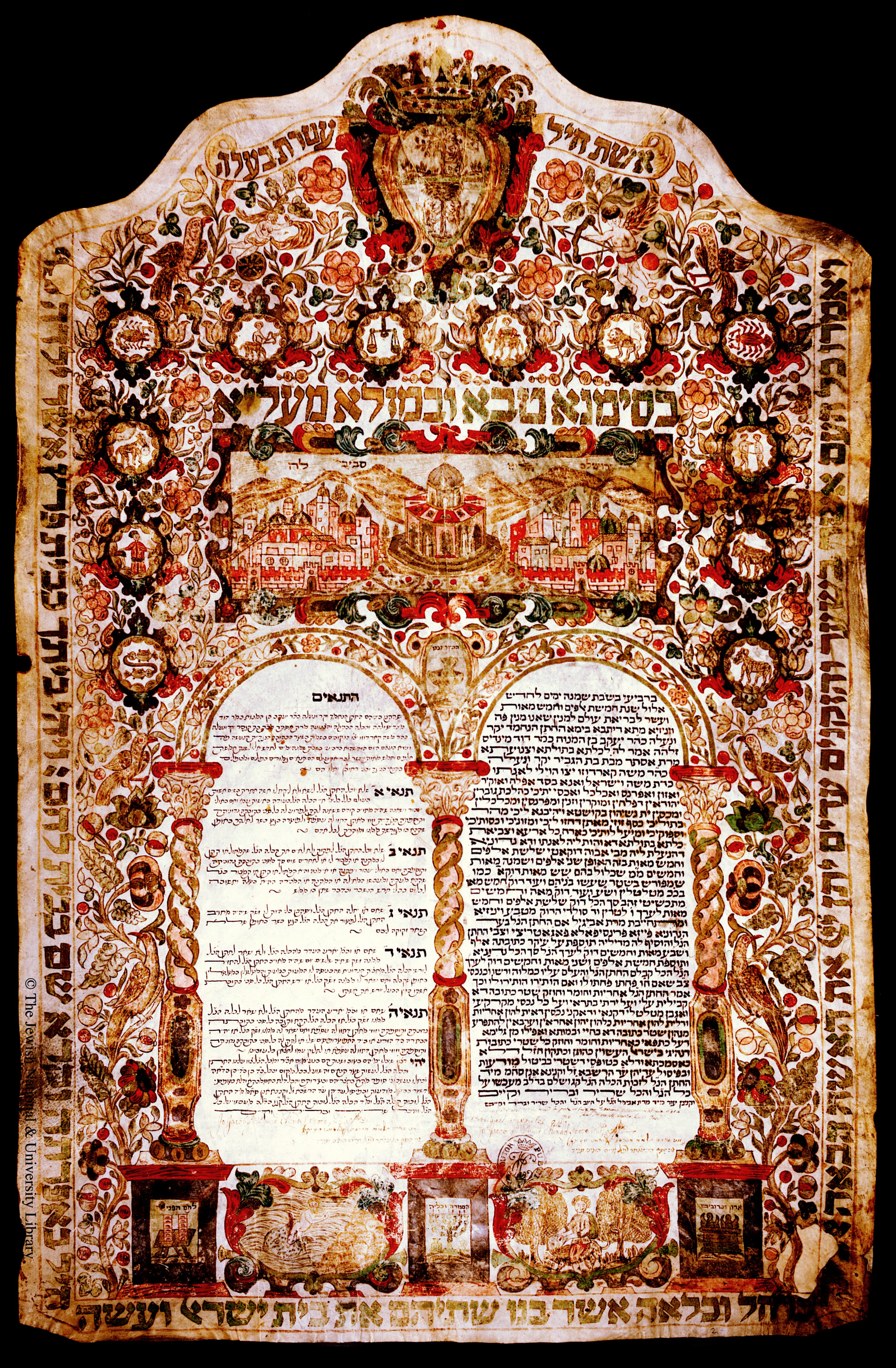